# 6th New Hampshire Infantry
Le 6th New Hampshire Volunteer Infantry est un régiment d'infanterie régiment qui a servi dans l'armée de l'Union pendant la guerre de Sécession.

## Service
Le 6th New Hampshire Infantry est organisé à Keene, au New Hampshire, et entre en service pour une durée d'engagement de trois ans, le 27 novembre 1861(p91). Comme la plupart des régiments formés dans la première année de la guerre, les hommes sont d'abord équipés avec des fusils à canon lisse de calibre .69 à part les compagnies de flanc, qui ont des fusils modèle Mississippi 1841. De nouveaux fusils Springfield sont promis aux hommes, dès qu'ils seront disponibles, mais ils n'en obtiennent finalement jamais et le régiment est équipé en février 1862 avec des fusils autrichiens Lorenz calibre .58.
Le commandant du régiment est Simon Griffin qui était auparavant capitaine de la compagnie B du 2nd New Hampshire Infantry(p92).
Le régiment est affecté à la quatrième brigade de Williams lors de l'expédition de Caroline du Nord jusqu'en avril 1862. Il est ensuite dans la brigade d'Hawkins du département de Caroline du Nord jusqu'en juillet 1862. Il est dans la première brigade de la deuxième division du IXe corps de l'armée du Potomac jusqu'en mars 1863. Il est affecté dans la première brigade de la deuxième division du IXe corps du département de l'Ohio jusqu'en juin 1863. Il est dans la première brigade de la deuxième division du IXe corps de l'armée du Tennessee jusqu'en septembre 1863. Il est ensuite affecté dans la brigade de Bixby du district du Kentucky central nord de la première division du XXIIIe corps du département de l'Ohio jusqu'en février 1864. Il est dans la première brigade de la deuxième division du IXe corps de l'armée du Potomac jusqu'en avril 1864. Il est dans le deuxième brigade de la deuxième division du IXe corps de l'armée du Potomac jusqu'en juillet 1865.
Le 6th New Hampshire Infantry quitte le service le 27 juillet 1865.

## Service détaillé

### 1861
Le 6th New Hampshire Infantry quitte le New Hampshire pour Washington, D.C., le 25 décembre 1861. 

### 1862
Le 6th New Hampshire Infantry prend part à l'expedition de Hatteras Inlet, en Caroline du Nord, du 6 au 13 janvier 1862, et y reste en service jusqu'au 2 mars. Il part pour Roanoke Island le 2 mars et y reste en service jusqu'au 18 juin. Il participe à l'expedition contre Elizabeth City des 7 et 8 avril. Il prend part à la bataille de Camden, à South Mills, le 19 avril et à l'expedition sur New Berne du 18 juin et 2 juillet. Il part pour Newport News, en Virginie, du 2 au 10 juillet, et y reste en service jusqu'au 2 août. Il part ensuite pour Aquia Creek et Fredericksburg, en Virginie, du 2 au 7 août. Il prend part à la campagne de Virginie Septentrionale de Pope du 16 août au 2 septembre. Il participe à la bataille de Groveton le 29 août, à la seconde bataille de Bull Run le 30 août ; à celle de Chantilly le 1er septembre. Il prend part ensuite à la campagne du Maryland en septembre et octobre. Il participe à la bataille de South Mountain, au Maryland, le 14 septembre et à la bataille d'Antietam les 16 et 17 septembre. 
Au cours de la bataille d'Antietiam, le 6th New Hampshire Infantry, au sein de la brigade commandée par le colonel James Nagle participe aux combats connus sous l'appellation du « pont de Burnside ». Il est placé au nord du 9th New Hampshire Infantry qui est à ce moment un régiment inexpérimenté(p89). Il participe donc à la charge qui vise à prendre le pont. Au cours des combats, sur les 150 hommes, il perd un tué, treize blessés et un disparu(p91).
Il est ensuite en service à Pleasant Valley, au Maryland jusqu'au 27 octobre. Il fait mouvement sur Falmouth, en Virginie du 27 octobre au 19 novembre. Il est à Corbin's Cross Roads près d'Amissville, le 10 novembre. Il combat à Sulphur Springs le 14 novembre. Il prend part à la bataille de Fredericksburg, en Virginie, du 12 au 15 décembre.

### 1863
Le 6th New Hampshire Infantry participe à la seconde campagne de Burnside, la « marche dans le boue », du 20 au 24 janvier 1863. Il part pour Newport News, en Virginie le 11 février puis pour Lexington, au Kentucky, du 26 mars au 1er avril. Il poursuit vers Winchester, puis vers Richmond, au Kentucky le 18 avril. Il va à Paint Lick Creek le 3 mai et à Lancaster le 10 mai. Il participe au mouvement sur Vicksburg, au Mississippi du 3 au 14 juin et au siège de Vicksburg du 14 juin au 4 juillet. Il progresse sur Jackson, au Mississippi du 4 au 10 juillet et prend part au siège de Jackson du 10 au 17 juillet. Il est ensuite à Milldale jusqu'au 5 août. Il part pour Cincinnati, en Ohio du 5 au 20 août puis pour Nicholasville, au Kentucky. Il est en service de prévôté à Nicholasville, Frankfort, et Russellville jusqu'au 25 octobre. Le régiment pour le camp Nelson, au Kentucky, et fait un service de la prévôté jusqu'au 16 janvier 1864. 

### 1864
Le 6th New Hampshire Infantry est un régiment de vétérans en janvier 1864, et en congé du 16 janvier au 10 mars, lorsqu'il reçoit l'ordre de partir à Annapolis, au Maryland. Les non vétérans restent au camp Nelson, au Kentucky jusqu'en mars. Il prend part à la campagne de la Rapidan vers la James du 3 mai au 15 juin. Il participe à la bataille de la Wilderness, en Virginie du 5 au 7 mai, puis à Spotsylvania du 8 au 12 mai et à Spotsylvania Court House du 12 au 21 mai. Il prend part à l'assaut contre le saillant à Spotsylvania Court House le 12 mai. Il participe à la bataille de North Anna River du 23 au 26 mai. Il est sur la ligne de la Pamunkey du 26 au 28 mai. Il prend part à la bataille de Totopotomoy du 28 au 31 mai et à la bataille de Cold Harbor du 1er au 12 juin. Il participe à la bataille de Bethesda Church du 1er au 3 juin. Il est devant Petersburg du 16 au 19 juin et prend part au siège de Petersburg de 16 juin 1864 au 2 avril 1865 dont à l'explosion de la mine à Petersburg le 30 juillet 1864. Il prend part à la bataille de Globe Tavern sur le chemin de fer de Weldon du 18 au 21 août 18646. Il participe à la bataille de Poplar Springs Church du 29 septembre au 2 octobre et à la bataille de Hatcher's Run les 27 et 28 octobre.

### 1865
Le 6th New Hampshire Infantry est en garnison à fort Alexander Hays jusqu'en avril 1865. Il participe à la campagne d'Appomattox du 28 mars au 9 avril. Il participe aux assauts contre Petersburg et à sa chute le 2 avril. Il prend part à l'occupation de Petersburg le 3 avril. Il participe à la poursuite de Lee vers Burkesville du 3 au 9 avril. Il part pour Washington, D.C., du 20 au 27 avril. Il est en service à Alexandria jusqu'en juillet. il participe à la grande revue des armées le 23 mai.

## Pertes
Le régiment perd un total de 418 hommes pendant le service ; 10 officiers et 177 soldats sont tués ou blessés mortellement, 3 officiers et 228 soldats sont morts de maladie.

## Commandants
- Colonel Simon Goodell Griffin
- Lieutenant-colonel Henry H. Pearson

## Membres notables
- Sergent-major Abraham Cohn - récipiendaire de la médaille d'honneur pour son action lors de la bataille de la Wilderness, le 6 mai 1864, et à la bataille du Cratère, le 30 juillet 1864.